# Urophycis chuss

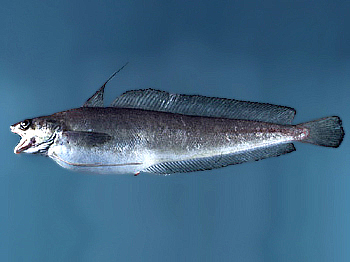
Urophycis chuss

Urophycis chuss, im Englischen red hake oder squirrel hake genannt, ist eine im Nordwestatlantik beheimate Fischart.

## Merkmale
Urophycis chuss wird bis zu 75 cm lang und 3,5 kg schwer. Je nach Lebensraum variiert auch die Farbe des Urophycis chuss. Meist liegt sie im rötlich-braunen bis oliv-braunen Bereich. Auf der Unterseite variieren verschiedene Weißtöne. Sie besitzen eine Bartel. Die erste Rückenflosse ist kurz und dreieckig, während die zweite Rückenflosse sehr langgezogen, aber nicht mit der Schwanzflosse verbunden ist. Der Kopf ist klein mit einem relativ großen Maul, welches mit vielen kleinen Zähnen besetzt ist. Er ist essbar und wird von Freizeitanglern geschätzt.

## Verbreitung
Das Verbreitungsgebiet des Urophycis chuss erstreckt sich von North Carolina bis nach Neufundland und er kommt auch im Sankt-Lorenz-Golf vor. Am häufigsten kommt er im westlichen Golf von Maine vor.

## Lebensweise
Die Nahrung besteht aus Garnelen, Flohkrebsen, anderen Krebstieren, Tintenfische, Heringen, Plattfischen, Makrelen und anderen.
Die gewöhnliche Wassertiefe, in der sich der ausgewachsene Urophycis chuss aufhält, liegt zwischen 110 und 130 m, kann aber auch von 35–1152 m reichen. Dabei hält er sich meist am weichen Grund auf, welcher schlammig oder sandig, aber niemals steinig und fest ist. Er bevorzugt eine Wassertemperatur von 5–12 °C. Deshalb hält er sich im Frühjahr und Sommer in flacheren Gewässern auf, während er im Winter in tiefere Gewässer abseits der Küste abwandert. Die Laichzeit ist von Mai bis September.
Jungtiere halten sich, im Gegensatz zu ausgewachsenen Tieren, in küstennahen Gewässern in Tiefen von 4–6 Metern auf. Sie bleiben in der Nähe von Muschelbänken der Atlantischen Kammmuschel (Placopecten magellanicus), bis sie ausgewachsen sind. Die Jungtiere ernähren sich unter anderem von Krill und Plankton.